# Ahmad Jamil Madani
Ahmad Jamil Madani (in arabo أحمد جميل مدني‎?; 6 gennaio 1970) è un ex calciatore saudita.

## Carriera

### Club
Ha militato nell'Al-Ittihad dal 1992 al 1999, conquistando 2 campionati sauditi (1997 e 1999), 2 Coppe della Corona del Principe Saudita (1997 e 1999), una Coppa dell'Arabia Saudita nel 1997, una Coppa delle Coppe asiatica nel 1999 e una Coppa dei Campioni del Golfo nel 1999.

### Nazionale
Con la Nazionale saudita ha partecipato ai Mondiali del 1994 e ai Mondiali del 1998. Ha vinto la Coppa d'Asia 1988. Ha inoltre partecipato ai Mondiali Under-20 nel 1987 e nel 1989. Con oltre 90 presenze in nazionale, è tra i più rappresentativi calciatori sauditi.

## Palmarès

### Club

#### Competizioni nazionali
- Campionato saudita: 2

Al Ittihad: 1997, 1999

### Nazionale
- Coppa d'Asia: 1

1996